# Luigia Mussini-Piaggio
Pour les articles homonymes, voir Mussini (famille).
Luigia Mussini-Piaggio (née à Gène le 1er janvier 1832 et morte en couches à Sienne le 17 janvier 1865), est une artiste-peintre italienne du XIXe siècle.

## Biographie
Femme du peintre Luigi Mussini, elle mourut en 1865 en mettant au monde sa fille Luisa Mussini qui devint peintre également et, en 1893, la femme et l'assistante du peintre Alessandro Franchi ancien élève de son mari.
Elle fut membre participant actif du mouvement du purisme italien.